# 戒尺
戒尺，也稱為戒方、戒飭，简称为尺，是在中国舊時私塾學堂裡面，教書先生用來体罚学生时使用的木製尺子，也可以用來鎮紙。 戒尺同時也是佛教和道教的法器之一。

## 释名
“戒尺”一词拆开有“警戒、惩戒”和“尺度、标准”之意，合称即为“成长中所必须的规矩”。 “戒尺”一词现多作“教育惩戒权”的代名词。

## 使用

### 教育
中国古代私塾中教师会用戒尺笞打学生的手心或臀部，是中國學堂和家庭教育的一種處罰方式。 戒尺通常约两指宽，长约25厘米，厚度约2厘米。
在当代中国，有家长会购买戒尺作为自己孩子的文具，这些戒尺上多刻有古代训诫名篇，售价从8元到6000元不等。 也有当代国学私塾的老师沿用传统私塾的做法，用戒尺来体罚学生，导致学生受伤并引来争议。 云南江川二中的教师会用戒尺敲击讲桌，以达到威慑的目的，传播“戒尺文化”。

### 佛教
汉传佛教的戒壇在举行皈依、剃度、传戒、说法等法会时，戒師說戒也会使用戒尺来警觉会众，或安定秩序，因此戒尺也是佛教的法器，是戒律的外在表现形式。
佛教戒尺由一俯一仰的上下两块木板制成，可以交擊成鳴。《禅林象器笺》记载，“在下的大一些：长七寸六分，厚六分，阔一寸一分，四边有缕面；在上长七寸四分，厚五分余，阔一寸，四面有缕面。”

### 道教
戒尺也是道教傳統的法器，用以制約修道人的法度，傳度活動之中有儀規指導、請戒尺、傳度師開示等儀式，讓道眾得以初步瞭解道教的規範及戒律。
《道藏》裡面的《天皇至道太清玉冊·清規戒尺式》有記載：「戒尺。用木造闊一寸四分，厚四分，長三尺。」銘文曰：「法非此不行，禮非此不齊，德非此不修，人非此不恥。」

## 另見
- 教鞭（英语：Pointer (rod)）
- 體罸、打屁股
- 笞刑、杖刑
- 戒律

## 外部連結
- 维基词典中的词条「戒尺」
- 维基文库中的相關文獻：戒尺